# دار أيتام

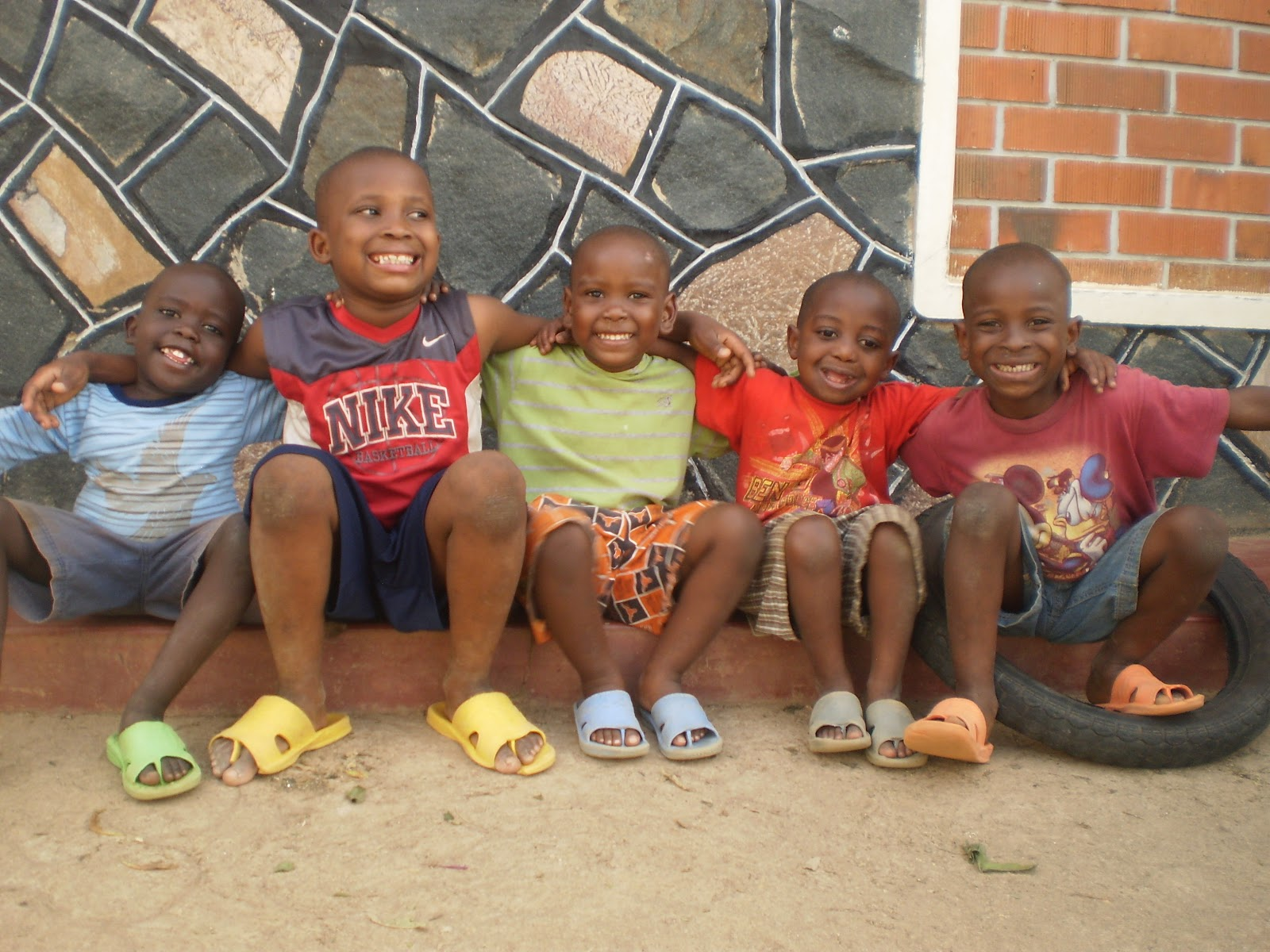
أطفال من بيت رفيقي للأطفال في كينيا.

دار الأيتام أو الميتم هو عبارة عن تكية أو مَأْوَى للأطفال، ويكون المبنى مخصصا لإيواء للأطفال القاصرين أو الذين هم من دون أب أو أم، أو الخارجين عن وصاية الوالدين. كما يمكن لدار الأيتام أن يأوي الأطفال الذين يعانون من مشاكل أسرية أو من سوء المعاملة أو الذين تعاني أسرهم من أوضاع معيشية صعبة.

## مقالات ذات صلة
منشأة شاملة